# Agafamosquits encaputxat
L'agafamosquits encaputxat (Polioptila nigriceps) és un ocell de la família dels polioptílids (Polioptilidae).

## Hàbitat i distribució
Habita els boscos de ribera al sud d'Arizona i des del sud de Sonora i sud-oest de Chihuahua, cap al sud, a través de Sinaloa, oest de Durango, Nayarit i Jalisco fins Colima.